# Mario Fuchs
Pour les articles homonymes, voir Fuchs.
Mario Fuchs, né le 9 août 1976 à Abtenau, est un snowboardeur autrichien spécialisé dans les épreuves de snowboardcross. 
Au cours de sa carrière, il a disputé les Jeux olympiques d'hiver de 2006 où il prend la trentième place et les Jeux olympiques d'hiver de 2010 où il termine septième. Il a participé à trois mondiaux dans lequel sa meilleure performance est une sixième place en 2007 à Arosa, enfin en coupe du monde il est monté à sept reprises sur un podium pour trois victoires.

## Palmarès

### Jeux olympiques d'hiver
| Édition/Discipline | Snowboardcross |
| JO 2010            | 7e             |
| JO 2006            | 30e            |

### Championnats du monde
| Édition/Discipline | Snowboardcross |
| Mondiaux 2005      | 27e            |
| Mondiaux 2007      | 6e             |
| Mondiaux 2009      | 12e            |

### Coupe du monde
- Meilleur classement général : 15e en 2008.
- Meilleur classement de snowboardcross : 3e en 2008.
- 8 podiums dont 3 en snowboardcross.